# Convento de San Pablo (Valladolid)
El convento de San Pablo fue un monasterio dominico fundado en el siglo XIII en Valladolid del que solo se conserva su iglesia.

## Historia
Los dominicos llegaron a Valladolid en el último cuarto del siglo XIII. La reina Violante de Aragón, mujer de Alfonso X les cedería unos terrenos en la ciudad para su asentamiento, así como la ya existente ermita de Nuestra Señora del Pino. Tras la muerte de Alfonso X, la sucesora en el patronazgo del convento sería María de Molina, nuera de Violante de Aragón como esposa de Fernando IV de Castilla. En 1286, María de Molina donaría al convento el portazgo de la ciudad para favorecer las obras de construcción del convento y su iglesia. 
En el siglo XV y hasta los albores del siglo XVII el convento vivió su mayor extensión como consecuencia de su relación con los sucesivos monarcas.
Juan II de Castilla mandó construir un palacio frente al convento, formando el palacio real de Valladolid. La cercanía del monarca a los dominicos y a su convento de San Pablo era grande por ser su confesor fray Luis de Valladolid. En 1463, fray Juan de Torquemada  emprendió una campaña de restauración del convento, para lo que llegaría a conseguir préstamos del pontífice Pío II. Estas obras fueron contratadas con el arquitecto Simón de Colonia.
En la década de 1480, el dominico y confesor de los Reyes Católicos, Alonso de Burgos consigue la autorización para la construcción de una capilla en paralelo a la nave de la iglesia, que serviría para su enterramiento así como para ser capilla de un colegio de la orden dominica, el colegio de San Gregorio. Inocencio VIII accedería a esta petición en 1487 y el año siguiente empezaría a construirse el edificio del Colegio.
Posteriormente el cardenal y dominico García de Loaysa, mandaría rehacer la sacristía de forma muy rica, poniéndola bajo su patronato.
El duque de Lerma, valido de Felipe III, conseguiría el patronazgo de la capilla mayor, sacristía y de la casa y convento; el 6 de diciembre de 1600. Este nuevo patronazgo marcaría una época de gran prestigio para el convento, que conllevaría además obras de enriquecimiento y mejora. El duque de Lerma quiso que la capilla mayor de la iglesia de convento se convirtiese en panteón ducal.El año siguiente la corte de España se mudó a Valladolid, morando Felipe III y su familia en el palacio real de Valladolid situado frente al convento.
La invasión napoleónica supuso el expolio de gran parte de los bienes del convento que nunca llegaría a recuperarse a su estado anterior.
El 29 de julio de 1828 el convento sería visitado por Fernando VII y su esposa María Josefa Amalia de Sajonia.
Tras diversas exclaustraciones en el marco de las medidas comenzadas con la llegada de José Bonaparte, el convento sería exclaustrado de forma definitiva en agosto de 1835.

### Individuales
1. ↑  Palomares Ibáñez, Jesús María (2015). «La sombra alargada del Duque de Lerma sobre el convento de San Pablo de Valladolid». Archivo Dominicano 36: 239-272. ISSN 2952-2196. Consultado el 11 de abril de 2024.
2. 1 2  Palomares Ibáñez, Jesús María (2013). «Vicisitudes del convento de San Pablo de Valladolid en el siglo XIX». Archivo Dominicano 34: 225-284. ISSN 2952-2196. Consultado el 11 de abril de 2024.